# Apatura florenciae
Apatura florenciae är en fjärilsart som beskrevs av Robert Christopher Tytler 1911. Apatura florenciae ingår i släktet Apatura och familjen praktfjärilar. Inga underarter finns listade i Catalogue of Life.